# Sudoměř u Písku
Sudoměř u Písku – przystanek kolejowy w miejscowości Sudoměř, w kraju południowoczeskim, w Czechach. Znajduje się na linii 190 Pilzno - Czeskie Budziejowice, na wysokości 380 m n.p.m..  

## Linie kolejowe
- 190: Pilzno – Czeskie Budziejowice